# 樂園 (宗教)

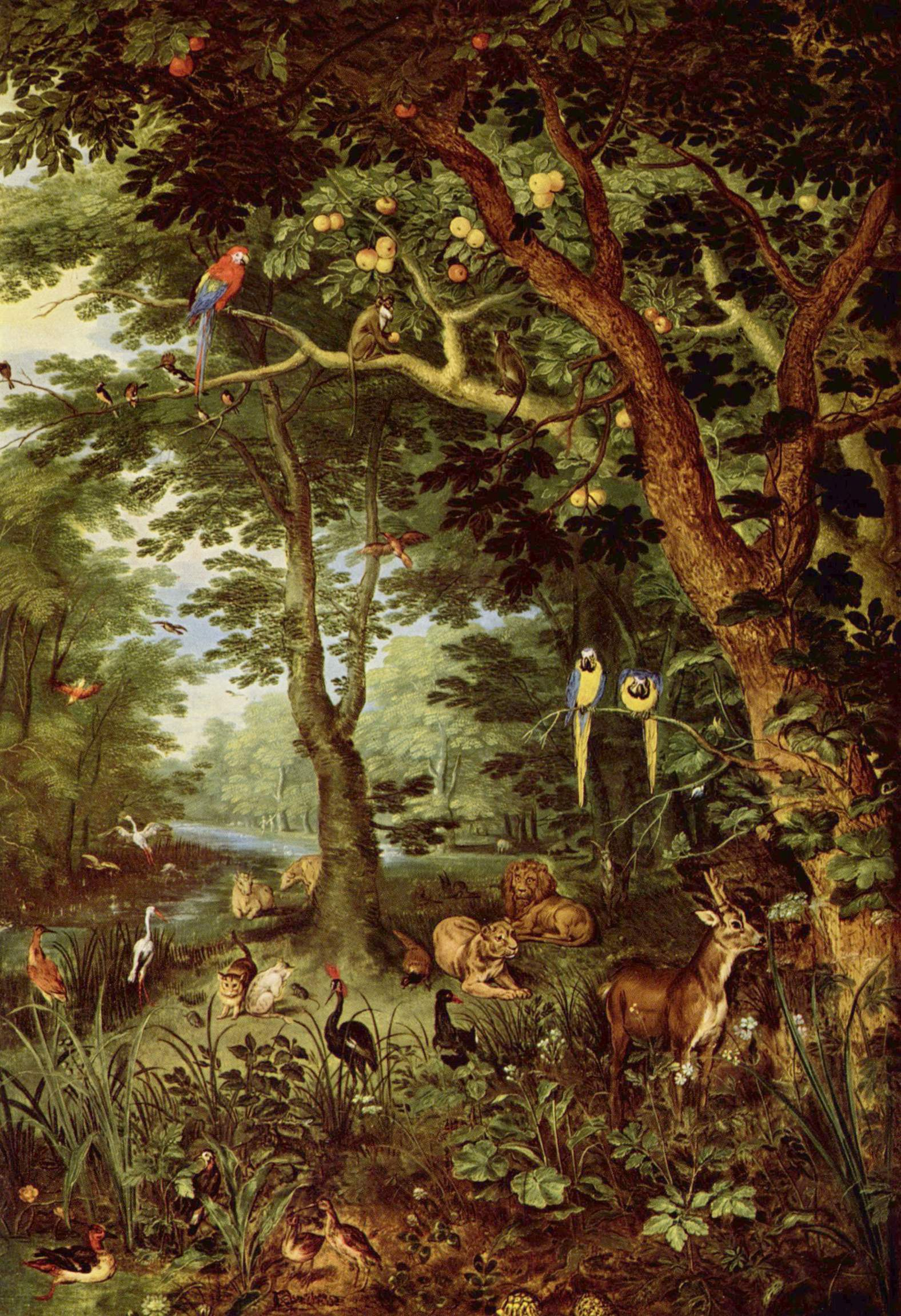
小扬·勃鲁盖尔所描繪的樂園

樂園（希臘語：παράδεισος，parádeisos），是宗教、神話傳說或形而上學中所指的充滿和諧、愉悅的永恆之地。在中文裡有時會與「天堂」混用，但實際上是兩個概念。在亞伯拉罕諸教裡，樂園指的就是伊甸園，也就是世界在墮落之前的美好狀態，以及來世將會再現的美好狀態。

## 借義
由於樂園（或天堂）是一片美好之地，所以這個詞語及其英文Paradise經常被用作描述一個馳名的地方，例如香港便有「美食天堂」（food paradise）、「購物天堂」（shopping paradise）等美譽。

## 外部鏈接
- Etymology of "paradise" （页面存档备份，存于）, Balashon.com
- Etymology OnLine （页面存档备份，存于）, etymonline.com